# Distrito de Ayacucho
El distrito de Ayacucho es uno de los dieciséis distritos que conforman la provincia de Huamanga, ubicada en el departamento de Ayacucho, Perú. Limita por el Norte con el distrito de Pacaycasa y distrito de Quinua; por el Este con el distrito de Jesús Nazareno y distrito de San Juan Bautista (Huamanga); por el Sur con el distrito de Carmen Alto; y por el Oeste con el distrito de Socos y distrito de San José de TicllasEs el distrito más poblado del departamento.

## Historia
En su territorio se fundó la primigenia Huamanga en 1536 por Juan de Berrio. El distrito fue creado en los primeros años de la República.
Economía
- Servicios financieros: Sede de bancos, cajas y cooperativas, seguros vehiculares.
- Servicios educativos: Jardin, Primaria, secundaria. Preuniversitario, Instituto técnico, universidades.
- Servicios gubernamentales: Cede Reniec, pnp, Gobierno regional, Banco de la nación, Drea, Ministerio de transportes. Gobierno regional de trabajo.
- Servicios de entretenimiento.
- Servicios mecánica.
- Comercio minoristas y mayoristas Retail
- Servicios de salud.

## Autoridades

### Municipales
- 2019 - 2022[3]
  - Alcalde: Yuri Alberto Gutiérrez Gutiérrez, de Musuq Ñan.
  - Regidores:

  1. Emilio Jurado Alarcón (Musuq Ñan)
  2. Eulogio Méndez Arango (Musuq Ñan)
  3. Walther Pérez Quintero (Musuq Ñan)
  4. Álex Pascual Vargas Pérez (Musuq Ñan)
  5. Karolan Zolanch Zulin Suárez Rodríguez (Musuq Ñan)
  6. Rómulo Pariona Llamocca (Musuq Ñan)
  7. Jhovana Feliciana Santos Espino (Musuq Ñan)
  8. Yolanda Cueto Sulca (Qatun Tarpuy)
  9. Héctor Nina Ñaccha (Qatun Tarpuy)
  10. Óscar Huamán Carpio (Desarrollo Integral Ayacucho)
  11. Javier Morales Salazar (Movimiento Regional Gana Ayacucho)